# Atomaria sparreschneideri
Atomaria sparreschneideri är en skalbaggsart som beskrevs av Munster 1927. Atomaria sparreschneideri ingår i släktet Atomaria, och familjen fuktbaggar. Arten är reproducerande i Sverige.